# 懷俄明鎮區 (愛荷華州瓊斯縣)
懷俄明鎮區（英語：Wyoming Township）是位於美國愛荷華州瓊斯縣的一個行政鎮區。

## 地方資料
根據2010年美國人口普查的數據，懷俄明鎮區的面積為93.08平方千米，當中陸地面積為93.08平方千米，而水域面積為0.00平方千米。當地共有人口884人，而人口密度為每平方千米9.5人。